# Campana (partido)
Campana (Partido de Campana) is een partido in de Argentijnse provincie Buenos Aires. Het bestuurlijke gebied telt 83.698 inwoners. Tussen 1991 en 2001 steeg het inwoneraantal met 17,12 %.

## Plaatsen in partido Campana
- Alto Los Cardales
- Campana
- Lomas del Río Luján